# نيكولاس برافو

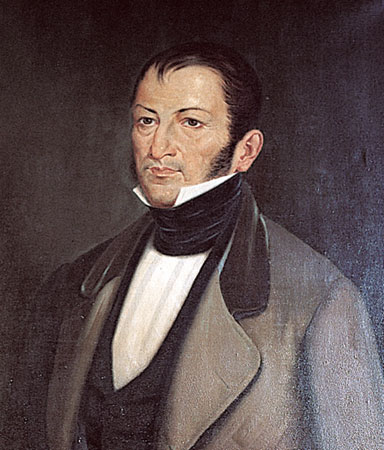
نيكولاس برافو

نيكولاس برافو (بالإسبانية: Nicolás Bravo) ، من مواليد 10 سبتمبر 1786م ، وتوفي بتاريخ 22 أبريل 1854م ، وهو رئيس جمهورية المكسيك رقم 11.